# Adrian Anthony
Adrian Anthony (Willemstad, 4 februari 1986) is een Nederlands honkballer.
Anthony begon op vijfjarige leeftijd met honkbal en werd drie jaar later lid van een vereniging. Tot zijn veertiende woonde hij op Curaçao en in 2000 verhuisde hij naar Nederland. Hij werd aangenomen op de honkbalschool van bondscoach Robert Eenhoorn. Anthony speelde bij de Rotterdam Unicorns, de Eurostars en de Tridents, het tweede team van Neptunus waar hij twee seizoenen als buitenvelder voor uitkwam. 
In 2003 werd Anthony met Jong Oranje Europees kampioen en nam hij op Aruba deel aan de Koninkrijksspelen. Een jaar later speelde hij met Jong Oranje de wereldkampioenschappen in Taiwan.
In 2006 maakte hij de overstap naar ADO uit Den Haag waar hij twee seizoenen voor zou uitkomen en zijn debuut in de hoofdklasse maakte. Van 2008 tot en met 2011 kwam hij uit voor HCAW en in 2012 ging hij spelen voor Neptunus. In het seizoen 2016 komt hij uit voor Twins.
Anthony studeert bedrijfsmanagement aan de Hogeschool voor Economische Studies in Rotterdam.